# Bentley Mulsanne
Bentley Mulsanne — це люксові седани, що виготовляються британською компанією Bentley.

## Перше покоління (1980-1992)

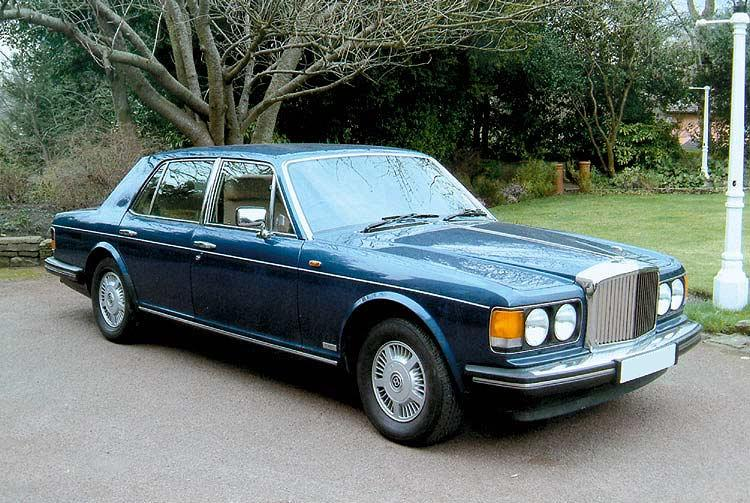
Bentley Mulsanne

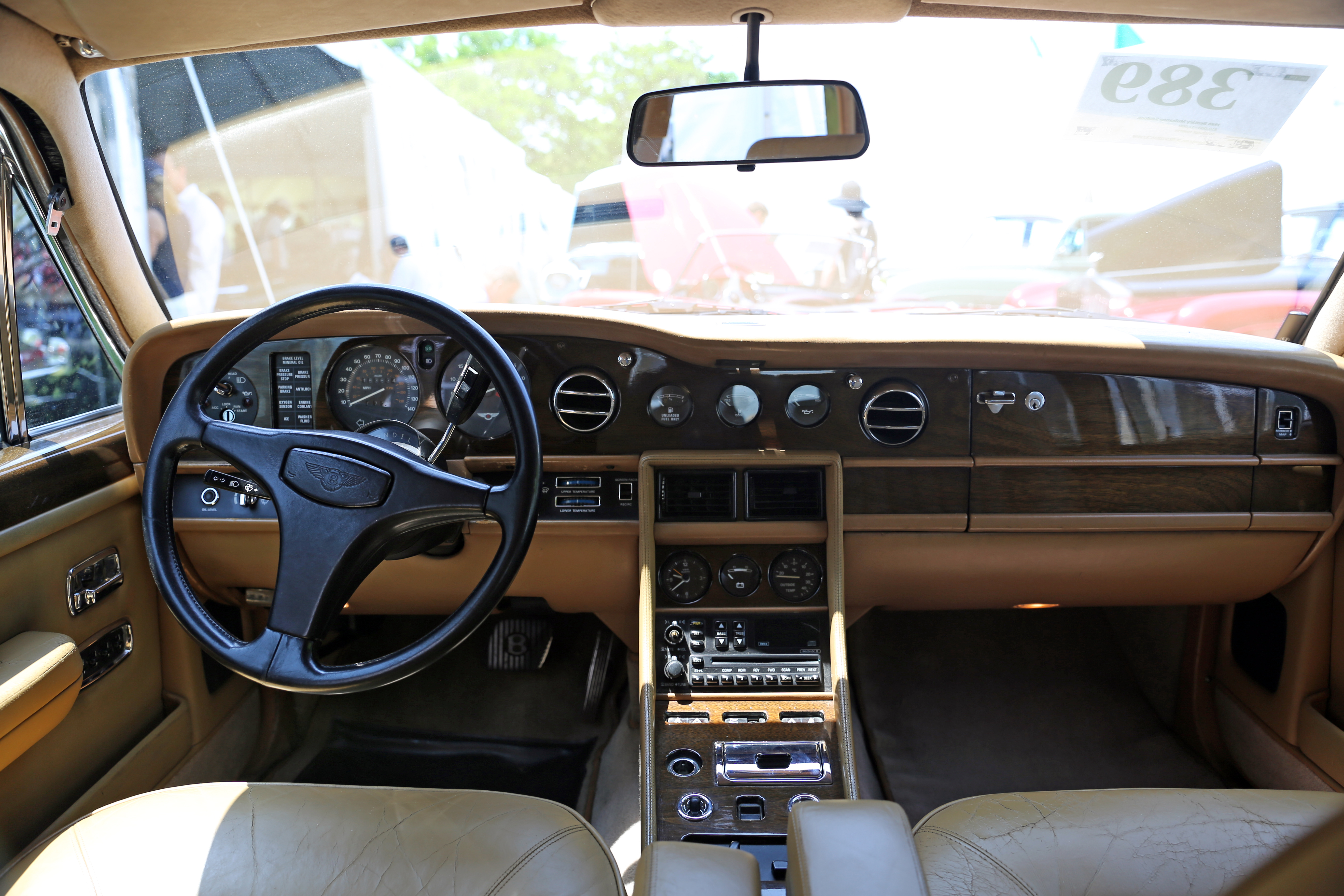

Bentley Mulsanne першого покоління виготовлявся з 1980 по 1992 рік. Він був наступником Bentley T і спорідненим з Rolls-Royce Silver Spirit. В 1992 році Mulsanne замінив Bentley Brooklands. З 1982 року, Mulsanne була доступна в версії з тутбодвигуном, яка в 1985 році отримала назву Bentley Turbo R, а потім назву Turbo RT. Крім того, в період з 1987 по 1992 рік виготовлялась трохи дешевша версія Bentley Eight.

### Двигуни
- 6.75 л Bentley V8 200 к.с.
- 6.75 л turbo Bentley V8 300 к.с.

### Виробництво
| Модель         | Рік       | Всього | Коротка база | Довга база | Лімузин |
| -------------- | --------- | ------ | ------------ | ---------- | ------- |
| Mulsanne       | 1980–1987 | 533    | 482          | 49         | 2       |
| Mulsanne Turbo | 1980–1987 | 516    | 498          | 18         |         |
| Mulsanne S     | 1987–1992 | 970    | 909          | 61         |         |

## Друге покоління

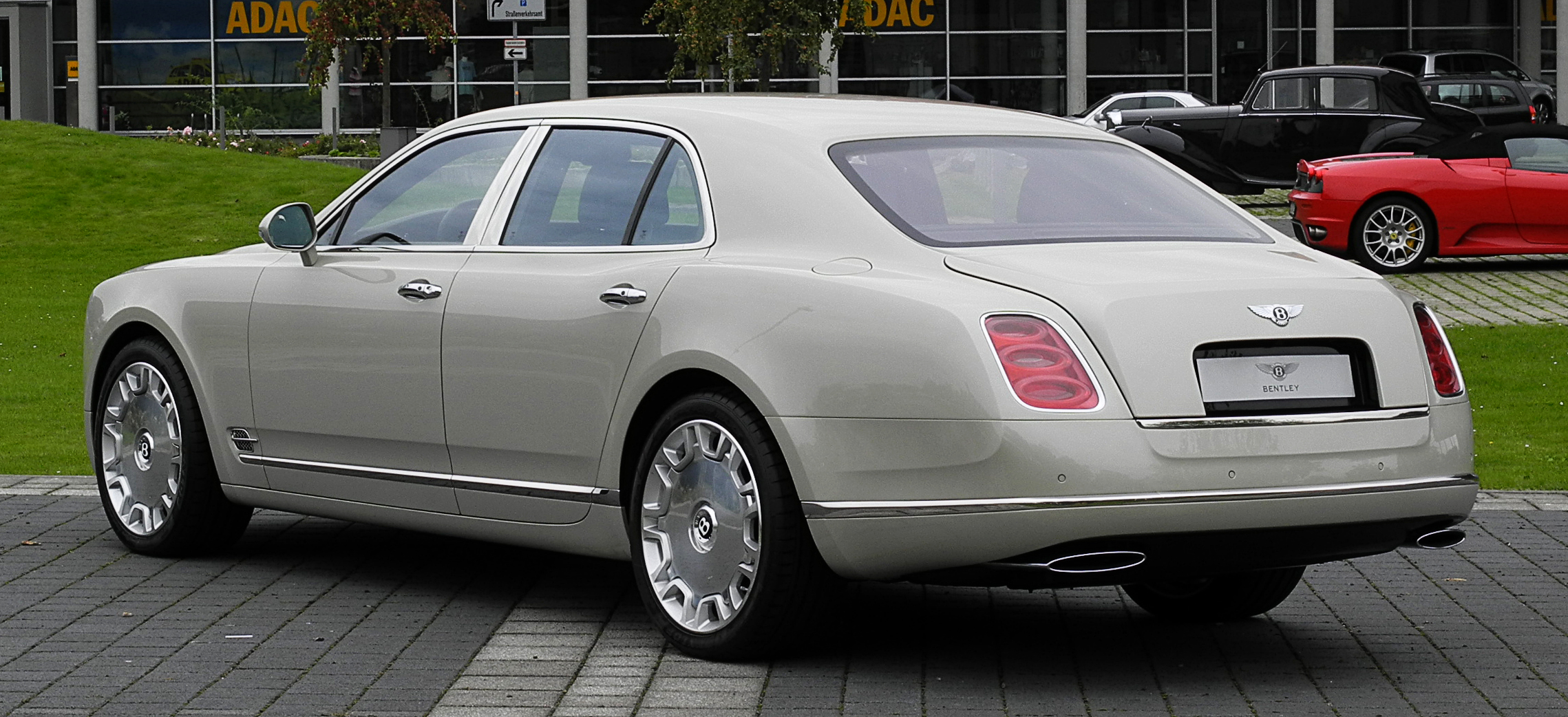
Bentley Mulsanne

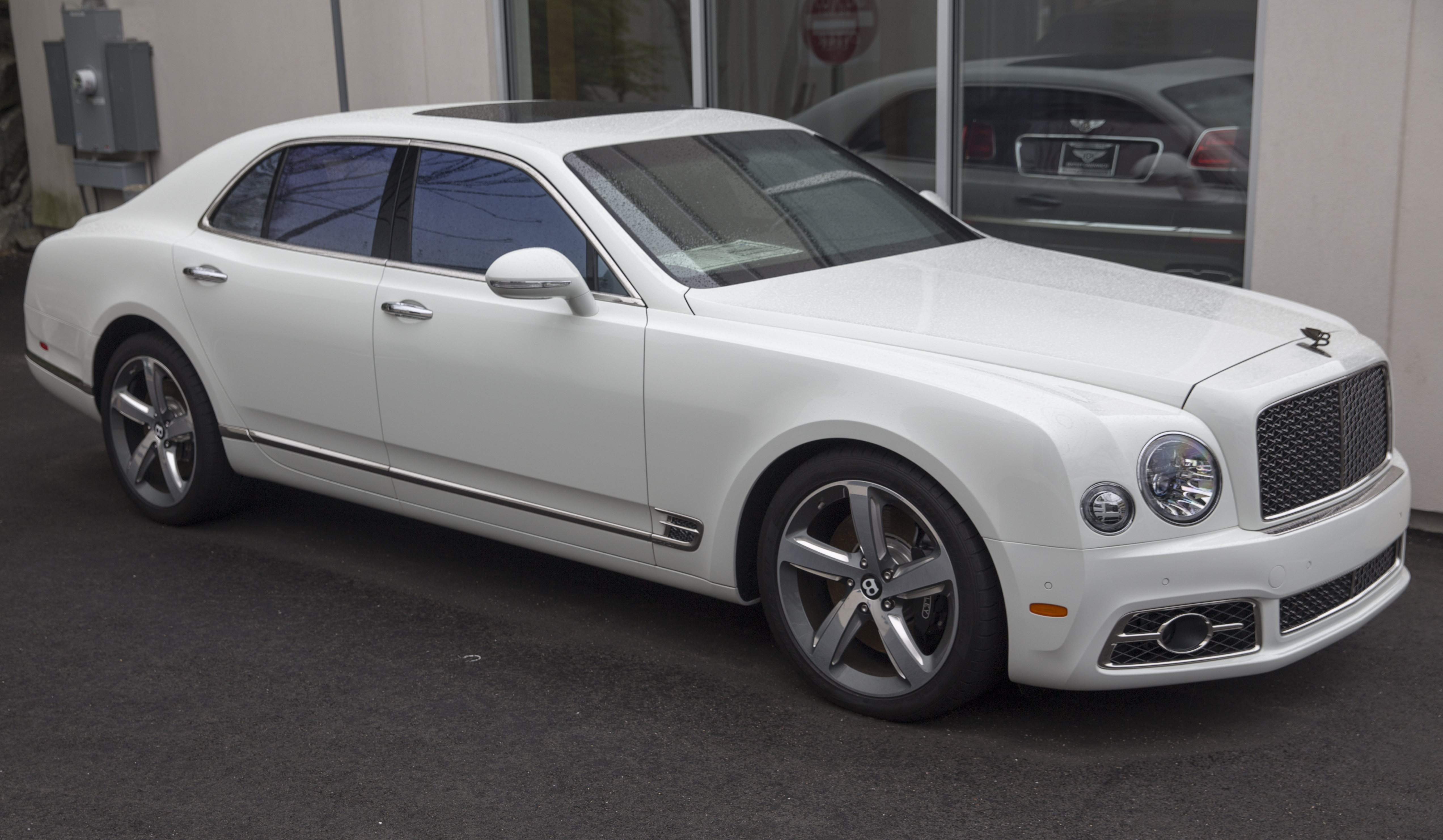
Bentley Mulsanne (2016–2020)

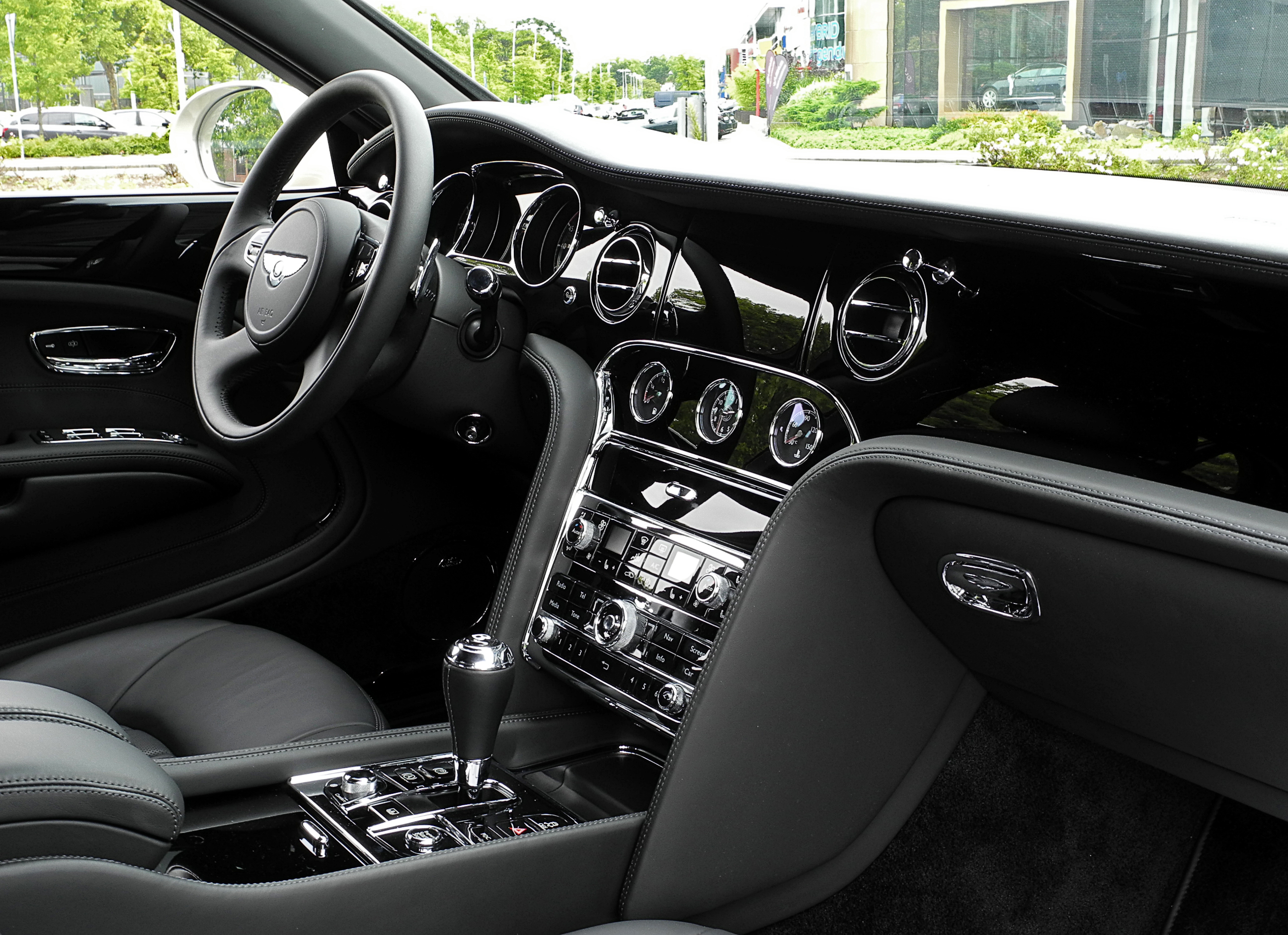

Bentley Mulsanne другого покоління представлений в 2009 році на Франкфуртському автосалоні і прийшов на заміну автомобілям Bentley Arnage.
Bentley Mulsanne є флагманською моделюю компанії Bentley, яка складає конкуренцію таким автомобілям, як Rolls-Royce Phantom і Maybach 57 і 62, вона буде представлена також в версії купе та кабріолет.
Спеціально для цієї моделі була розроблена нова платформа.
Bentley Mulsanne може похвалитися досить великими габаритами: довжина - 5575 мм, ширина - 1926 мм, висота - 1521 мм, колісна база - 3266 мм. Кузов автомобіля виготовлений зі сталі, але для того, щоб не обтяжувати автомобіль, інженери використовували композитні матеріали та алюмінієвий сплав для виготовлення дверей, кришки багажника і капота. Передня частина отримала круглу оптику і масивну решітку радіатора. Седан комплектується 20-дюймовими колесами. 

### Двигуни
- 6.75 l twin-turbo Bentley L-series V8 513 к.с. 1020 Нм
- 6.75 l twin-turbo Bentley L-series V8 537 к.с. 1100 Нм